# A Rúa
A Rúa är en ort i Spanien.   Den ligger i provinsen Provincia de Ourense och regionen Galicien, i den nordvästra delen av landet, 400 km nordväst om huvudstaden Madrid. A Rúa ligger 335 meter över havet och antalet invånare är 4 975.
Terrängen runt A Rúa är huvudsakligen kuperad, men österut är den bergig. A Rúa ligger nere i en dal. Runt A Rúa är det glesbefolkat, med 20 invånare per kvadratkilometer. Närmaste större samhälle är O Barco de Valdeorras, 9,4 km öster om A Rúa. 